# 夜明け前バラエティ トワライト
『夜明け前バラエティ トワライト』（よあけまえバラエティ トワライト）は、2025年4月からテレビ朝日で放送されているバラエティ番組。この項では、前身番組『ナイチン街レトロ』（ナイチンがいレトロ）についても記述する。

## 概要
当初は、2024年7月6日からお笑いコンビ9番街レトロ、ナイチンゲールダンスの2組をMCに『ナイチン街レトロ』というタイトルで、『霜降りバラエティX』の後番組としてスタート。
2025年4月から現行タイトルに改題し、エバースをメインキャストに加えてリニューアルスタートした。エバースは『ナイチン街レトロ』時代からゲストとして複数回出演していた。

## 出演者

### MC
- 9番街レトロ（京極風斗、なかむらしゅん）[注 1]
- ナイチンゲールダンス（中野なかるてぃん、ヤス）
- エバース（佐々木隆史、町田和樹）

### ナレーター
- ロジャー（大自然）[7]

## スタッフ
- 構成：そーたに、植田将崇、興津豪乃、関野樹
- カメラ：久世大輔
- 音声：小澤真琴
- 美術デザイン：浜野恭平
- 美術進行：入江大介
- 編集：冨田佳裕
- MA：小田嶋広貴
- 音効：森永悠太
- デザイン：釣部東京
- 編成：宇喜多宏美、北見駿也
- 宣伝：上村梨紗
- コンテンツ：荒木美住
- 技術協力：SWISH JAPAN、ヌーベルアージュ、東京オフラインセンター
- 制作協力：吉本興業、office KLEIN
- デスク：中川千波
- AP：川村理美
- AD：中尾天音、市原正光
- ディレクター：菅井康平、檜森俊太、柳将和、長谷川裕貴
- プロデューサー：山本雅一、武藤佑樹、加茂忠夫、木下真奈美
- ゼネラルプロデューサー：小島健嗣
- エグゼクティブプロデューサー：加地倫三
- 制作：テレビ朝日ビジネスソリューション本部コンテンツ編成局第1制作部
- 制作著作：テレビ朝日